# Station Platerów
Station Platerów is een spoorwegstation in de Poolse plaats Platerów.